# Missa Sicca
Die Missa Sicca (lateinisch: ‚Trockene Messe‘) war eine im Mittelalter bis ins 16. Jahrhundert übliche Form des Gottesdienstes, die in der römisch-katholischen Kirche insbesondere für kirchliche Begräbnisfeiern und Trauungen, aber auch für die Krankenkommunion oder die Sterbekommunion verwendet wurde.

## Form  und Geschichte
Die Missa Sicca wurde als „Ersatz“ oft am Nachmittag oder an Tagen mit liturgischem Doppelcharakter gehalten, etwa wenn ein Heiligenfest mit dem Sonntag zusammenfiel, aber die Feier einer zweiten Heiligen Messe nicht möglich war, vor allem seit im Lauf des 11. und 12. Jahrhunderts die Bination eingeschränkt oder sogar verboten wurde.
Sie war wie eine Kommemoration oder eine Kurzform der heiligen Messe, bei der die Opfermesse entfiel. Die anderen Bestandteile waren im Wesentlichen mit denen der entsprechenden heiligen Messe identisch, und die veränderlichen Texte des Propriums wurden lediglich rezitiert. Der Priester legte nach der Kommunion die Kasel ab und begann auf der Epistelseite des Altars mit der Rezitation des Introitus des zweiten Messformulars. Nach dem Glaubensbekenntnis und den Fürbitten wurden das Offertorium (Gabenbereitung), das Eucharistische Hochgebet mit der Konsekration und die Kommunion ausgelassen. Der Priester konnte allerdings mitgebrachte, konsekrierte Hostien in bestimmten Fällen austeilen. Die Hostie konnte er während der Messfeier gegebenenfalls auch in das gewandelte Blut der Kelchkommunion getaucht haben, um die Kommunion in beiderlei Gestalt auszuteilen. Erst nach dem Tridentinischen Konzil wurde dabei die Hostie dem Empfänger teilweise auch vorgezeigt.
In manchen Ordensgemeinschaften des Mittelalters war es jedem Priester vorgeschrieben, nach der Heiligen Messe eine Missa Sicca anzuschließen. Auch bei längerer Abwesenheit von kirchlichen Gemeinschaften, wie zum Beispiel auf Schiffsfahrten (Missa Nautica) oder auf Jagden (Missa Venatoria) wurden in Ermangelung von Priestern Missae Siccae gehalten. Nach einer Reform durch Papst Pius V. verschwand diese Form des Gottesdienstes jedoch ab dem 16. Jahrhundert zunehmend, und Kardinal Giovanni Bona setzte sich noch im 17. Jahrhundert entschieden gegen sie ein.
Bis zur Reform der Karwochenliturgie in den 1950er-Jahren hatte die Palmweihe am Palmsonntag den Charakter einer Missa sicca. Sie bestand aus einleitender Antiphon, einer Oration, Epistel, Zwischengesang und Evangelium, es folgten eine weitere Oration, Präfation mit Sanctus und fünf abschließende Gebete, an die sich die Feier der heiligen Messe anschloss.
Die nach der durch das Zweite Vatikanische Konzil erneuerte Liturgie heute möglichen Wort-Gottes-Feiern, mancherorts mit anschließender Kommunionausteilung, sind nicht als Replik einer Missa Sicca zu verstehen. Ebenso trifft dies auf die Feier vom Leiden und Sterben Christi am Karfreitag zu, die ohne Hochgebet, aber mit Kommunionfeier eine eigenständige, sehr alte Liturgieform darstellt.